# 広島県道369号南方竹原線
広島県道369号南方竹原線（ひろしまけんどう369ごう みなみがたたけはらせん）は、広島県三原市から竹原市に至る一般県道である。

## 概要
三原市本郷町南方から竹原市田ノ浦三丁目に至る。

### 路線データ
- 起点：三原市本郷町南方（国道2号交点）
- 終点：竹原市田ノ浦三丁目（広島県道75号三原竹原線交点）
- 総延長：6.7 km
- 異常気象時通行規制区間：竹原市小梨町（延長：1.9 km）

## 歴史
- 1960年（昭和35年）10月10日 - 広島県告示第682号により広島県道264号南方竹原線として認定される。
- 1972年（昭和47年）11月1日 - 広島県の県道番号再編により現行の路線名称・路線番号に変更される。
- 1993年（平成5年）5月11日 - 建設省から、県道南方竹原線の一部を三原竹原線として主要地方道に指定される[1]。
- 1994年（平成6年）4月1日 - 前年に広島県道166号三原竹原線の全部分および本路線の一部をもって主要地方道である広島県道75号三原竹原線を認定することが決まったことに伴い本路線の終点が竹原市田ノ浦1丁目（国道185号交点）から現在地に変更される。ただし、当時広島県道75号三原竹原線は三原市小泉町内に通行不能区間があり[注釈 1]、三原市と竹原市を結ぶ路線としては全く機能していなかったため広島県道75号三原竹原線部分でも本路線の県道標識が掲げられ、国道185号上の案内標識にも本路線の県道番号が記されていた。
- 2005年（平成17年）3月22日 - 三原市と賀茂郡大和町・豊田郡本郷町・御調郡久井町が対等合併して改めて三原市が設置されたことに伴い起点の地名表記が変更される（豊田郡本郷町南方→三原市本郷町南方）。

## 路線状況
地図で見れば国道2号と竹原市中心部を短絡する道に見えるが、実際は竹原市小梨町以南で狭い山道になっている。大型車の通行は困難。

## 地理

### 通過する自治体
- 広島県
  - 三原市 - 竹原市

### 交差する道路
| 交差する道路           | 市町村名 | 交差する場所 | 交差する場所 |
| ---------------------- | -------- | ------------ | ------------ |
| 国道2号                | 三原市   | 本郷町南方   | 起点         |
| 広島県道75号三原竹原線 | 竹原市   | 田ノ浦三丁目 | 終点         |

### 沿線
- 広島県動物愛護センター
- 竹原カントリークラブ